# Follingbo kyrka
Follingbo kyrka är en kyrkobyggnad i Follingbo i Visby stift. Den är församlingskyrka i Follingbo församling.

## Kyrkobyggnaden
Kyrkans äldsta delar är långhuset och tornet som byggdes av kalksten omkring år 1200. Vid slutet av 1200-talet uppfördes ett nytt kor i gotisk stil.
Vid tornets västra sida fanns ursprungligen en ingång som sattes igen och vars överdel omvandlades till fönster.
Vid början av 1600-talet eldhärjades kyrkan och saknar därför kalkmålningar och medeltida inventarier bortsett från dopfunten.
Under 1700-talet togs tre rektangulära fönster upp i långhuset.
Nuvarande sakristia vid korets nordsida uppfördes 1820 - 1821.
Kyrkorummet har ett platt innertak av trä som försågs med målningar på 1600-talet. Nuvarande bänkinredning tillkom på 1600-talet. Orgelläktaren byggdes på 1700-talet.

## Inventarier
- Predikstolen tillverkades på 1600-talet och fanns ursprungligen i Visborgs slottskyrka. 1744 byggdes dess trappa och 1750 moderniserades baldakinen.
- Altartavlan är från 1740-talet.
- Den bägarlika dopfunten är från medeltiden.
- Altaruppsats och krucifix är från 1700-talet.

## Orgel
1859 bygger Anders Gustaf Nygren, Stockholm, en mekanisk orgel. Den omdisponeras 1956 av Andreas Thulesius, Klintehamn.
| Manual           | Pedal   |
| Gedacht 8’       | Bihängd |
| Flöjt d'amour 8’ |         |
| Principal 4’     |         |
| Flöjt 4’         |         |
| Oktava 2’        |         |
| Kvinta 1 1⁄3'    |         |

1994 återställdes orgeln till sin ursprungliga disposition av Orgelbyggare Tomas Svenske AB 

Principal 8'
Gedakt 8'
Fleut d'Amore 8'
Octava 4'
Flöjt 4'
Octava2'

## Galleri

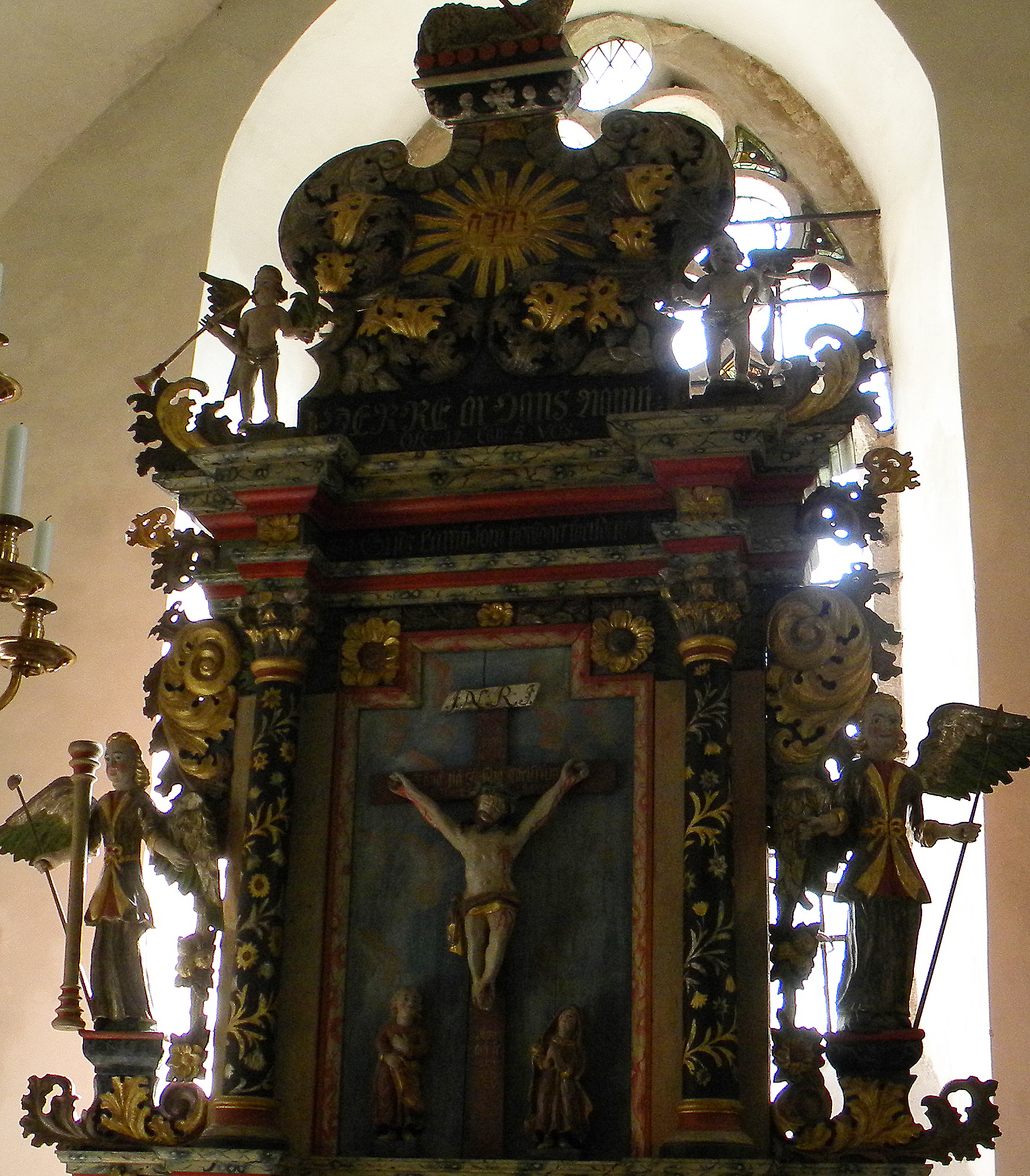
Altaruppsats från 1700-talet
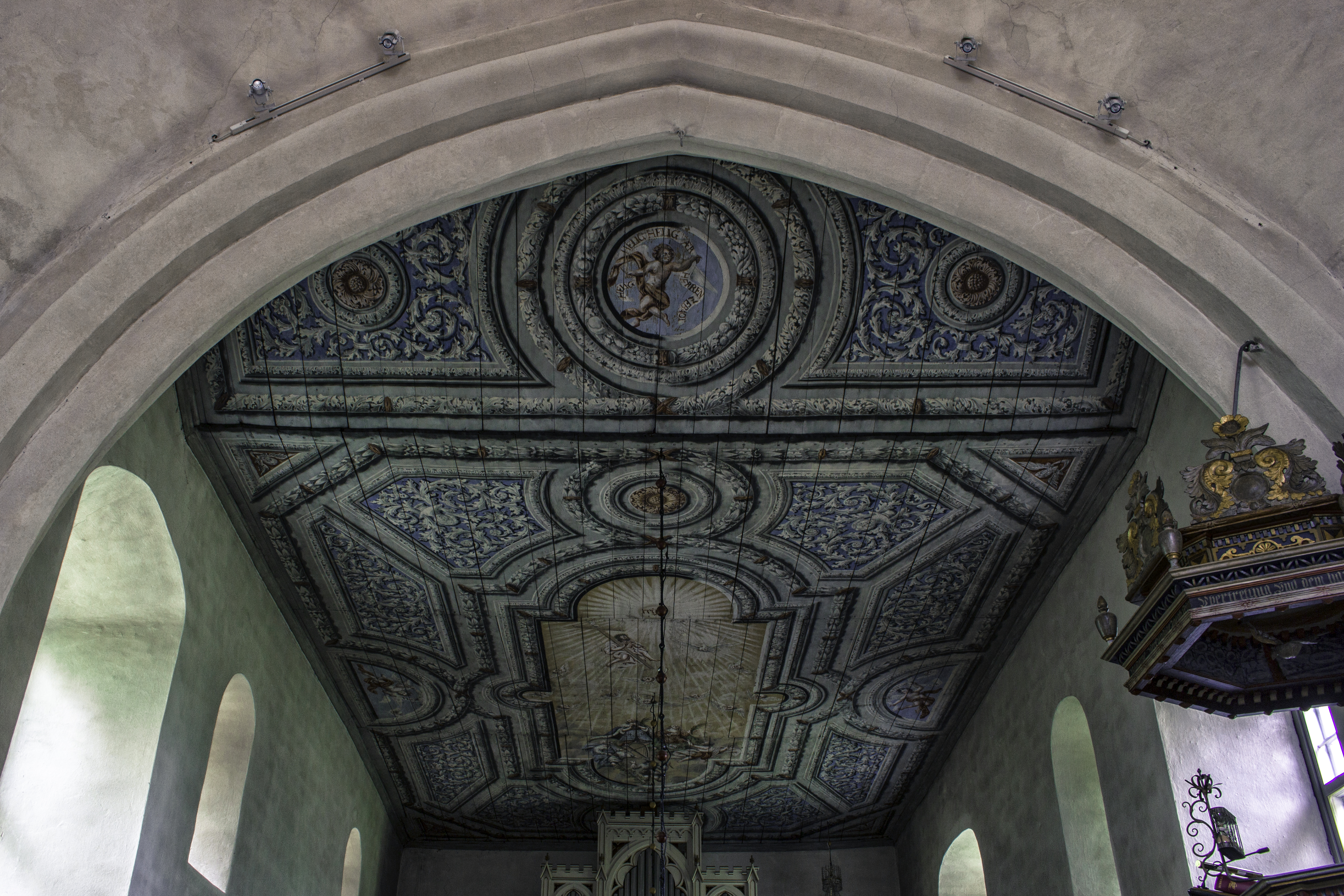
Takmålning från 1600-talet

### Webbkällor
- PaGotland.se
- Orgelanders
- Guteinfo.com
- Webbgalleri Gotland[död länk]
- Roma pastorat
- byggnadspresentation
- Restaurering av kyrkan 1999-2000[död länk]
- Wikimedia Commons har media som rör Follingbo kyrka.